# Janko Messner

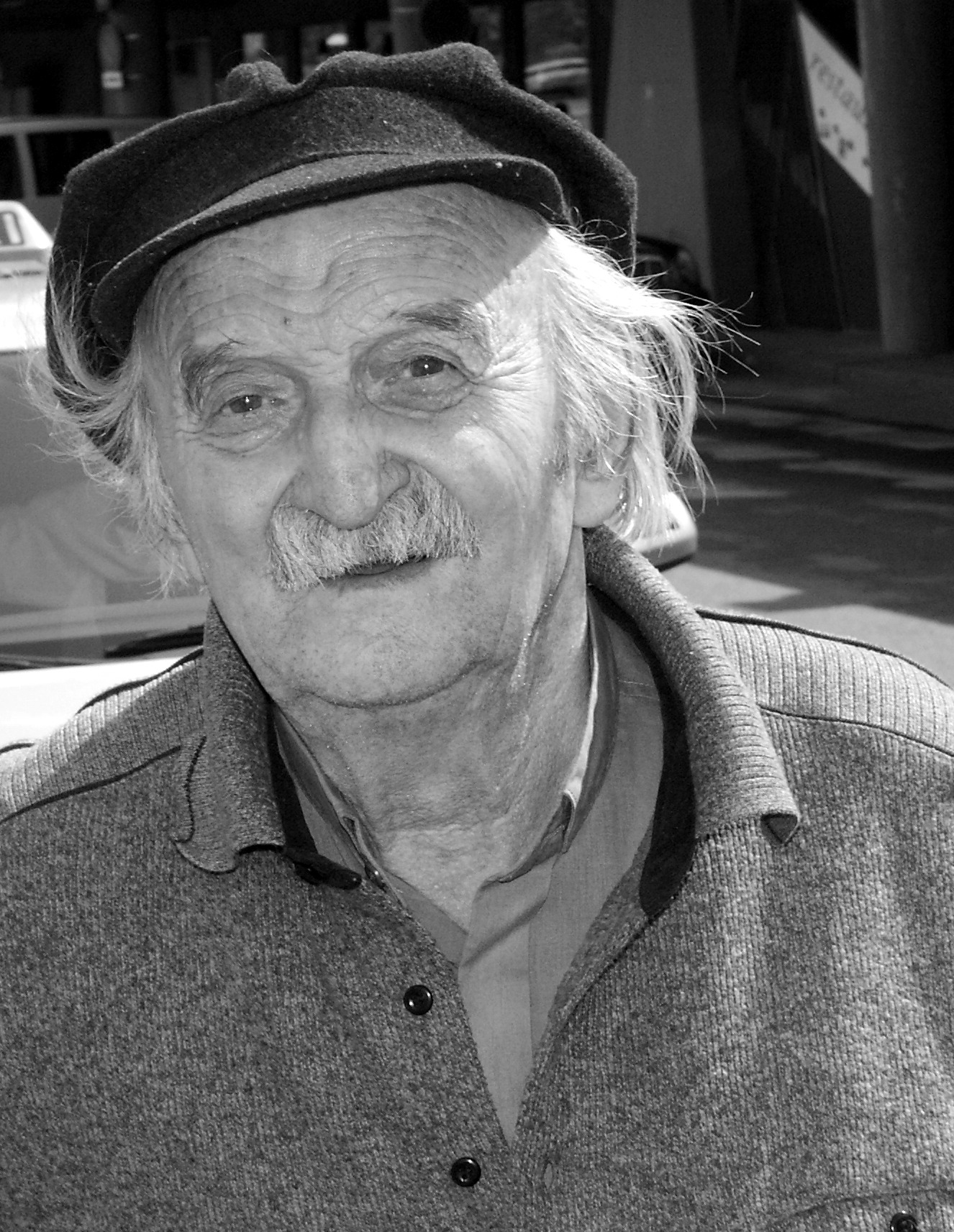
Janko Messner

Janko Messner (Aich bij Bleiburg (Sloveens: Dob bij Pliberk), 13 december 1921 –  Klagenfurt am Wörthersee, 26 oktober 2011) was een Sloveens schrijver en dichter uit Oostenrijks Karinthië. 
Messner bezocht het gymnasium in Klagenfurt en in Sankt Paul im Lavanttal (Sloveens: Šent Pavel v Labodski dolini). Tijdens de Tweede Wereldoorlog werd hij onvrijwillig gemobiliseerd in het leger van het Duitse Rijk. Hij maakte deel uit van een strafcompanie. Messner werd tijdens de oorlog verwond op Sicilië en in Oost-Pruisen. Terug in Karinthië kon hij contact leggen met het verzet. Wegens zijn samenwerking met de Joegoslavische partizanen en het Sloveense Bevrijdingsfront werd Messner tijdens de komst van de Britten door hen gevangengenomen. In 1946 kon hij uit zijn gevangenschap geraken en vluchtte hij naar Maribor. 
Tussen 1946 en 1949 studeerde Messner slavistiek aan de universiteit van Ljubljana en vervolgens werd hij leraar aan het gymnasium van Ravne na Koroškem. Omdat Messner in het vizier raakte van de Joegoslavische geheime dienst, besloot hij Slovenië te verlaten. Hij vertrok in 1955 naar Oostenrijks Karinthië, waar hij tussen 1963 en 1980 onderwijzer Sloveens, Frans en Duits was aan het Sloveense gymnasium van Klagenfurt. In de boeken van Messner is het verzet van de Karinthische Slovenen tegen het nationaalsocialisme de rode draad. Messner verbindt die strijd tegen onderdrukking met de naoorlogse strijd van de Slovenen in Oostenrijk voor gelijke behandeling. De prangende kwestie is voor Messner steeds opnieuw het negeren van de Sloveense rechten door de Oostenrijkse staat, zoals die in het Oostenrijkse Staatsverdrag zijn vastgelegd en door het Oostenrijkse constitutionele Hof zijn bevestigd. 
Janko Messner vertaalde verschillend werk uit het Sloveens naar het Duits, onder meer werk van Edvard Kardelj en paslamen van Ernesto Cardenal, die hij in 1984 had bezocht. 

## Werk
- Morišče Dravograd, Slovenski knjižni zavod, Ljubljana 1946
- Zweisprachigkeit - Politik oder Kultur?, eigen beheer, Klagenfurt 1958
- Iz dnevnika Pokržnikovega Lukana, Kladivo, Dunaj 1974
- Zasramovanci --- združite se!, Ljubljana, Partizanska knjiga 1974
- Buteljni pa tabu, Slovenj Gradec, Literarni klub - Kulturna skupnost 1975
- Ansichtskarten von Kärnten, Maribor 1970
- Fičafajke grejo v hajke, Celovec, J. Oswald 1980
- Kärntner Heimatbuch, Trst, Založništvo tržaškega tiska 1980
- Kritike in polemike : 1974-1981, Celovec, Klub Prežihov Voranc 1981
- Živela Nemčija! - iz dnevnika od 14.3.1938 do 21.1.1941, Celovec-Ljubljana, Drava-Partizanska knjiga 1988
- Kärntner Triptychon = Koroški triptih = Trittico carinziano, Klagenfurt-Celovec, Robert-Musil-Archiv 1990
- Der Meldezettel : Kärtner Triptychon II, Ottensheim/Donau, Edition Thanhäuser 1991
- Schwarzweiße Geschichten, Klagenfurt, Drava 1995
- Kadar nam Drava nazaj poteče, Koroški jaz domovina porečem, dramateksten 1973-1995, Celovec, Drava 1997
- Aus dem Tagebuch des Pokrznikov Luka, Klagenfurt 1998
- Grüß Gott - Slowenenschwein, Klagenfurt-Celovec, Drava 2003

- Bibliothèque nationale de France: cb13551178x (data)
- Gemeinsame Normdatei: 120739852
- International Standard Name Identifier: 0000 0000 7837 6607
- Library of Congress Control Number: n86094097
- Nationale Bibliotheek van Tsjechië: jn20040129024
- Nationale bibliotheek van Australië: 35880152
- Nationale en Universitaire bibliotheek Zagreb: 000001838
- Nederlandse Thesaurus van Auteursnamen: 133014363
- Système universitaire de documentation: 060889829
- Trove: 1128693
- Virtual International Authority File: 69767550
- WorldCat: E39PBJkXrFHmdCjv8T6d7XpdcP